# Cuspidaria
Cuspidaria là một chi thực vật trong họ Bignoniaceae, gồm khoản 32 loài.

## Các loài
- Cuspidaria angustidens
- Cuspidaria argentea
- Cuspidaria biebersteinii
- Cuspidaria bracteata
- Cuspidaria callistegioides
- Cuspidaria campanulata
- Cuspidaria cheiranthoides
- Cuspidaria convoluta
- Cuspidaria cordata
- Cuspidaria corymbifera
- Cuspidaria emmonsii
- Cuspidaria erubescens
- Cuspidaria fasciculata
- Cuspidaria floribunda
- Cuspidaria hibiscifolia
- Cuspidaria lateriflora
- Cuspidaria mollis
- Cuspidaria multiflora
- Cuspidaria octoptera
- Cuspidaria ovalis
- Cuspidaria pauciflora
- Cuspidaria populeaster
- Cuspidaria pterocarpa
- Cuspidaria puberula
- Cuspidaria pulchella
- Cuspidaria ramentacea
- Cuspidaria schumanniana
- Cuspidaria simplicifolia
- Cuspidaria stenocarpa
- Cuspidaria subincana
- Cuspidaria trifoliata
- Cuspidaria weberbaueri